# London International Horse Show
Le London International Horse Show (ancien Olympia London International Horse Show) est l'une des plus grosses compétitions équestres britanniques. Les meilleurs cavaliers de saut d'obstacles du monde s'y retrouvent chaque année.
Abritée depuis sa fondation en 1907 au Palais d'expositions de l'Olympia, cette compétition a lieu depuis 2021 au centre de congrès ExCeL London.